# Maskineriet
Maskineriet är en svensk actionthrillerserie från 2020. Serien är regisserad av Richard Holm. Manus har skrivits av Peter Arrhenius, Niclas Ekström och  Kjersti Ugelstad. 
Seriens första säsong består av åtta avsnitt. Serien hade premiär i Sverige 24 maj 2020 på Viaplay.

## Handling
Serien handlar om familjefadern Olle som vaknar upp på en färja mellan Sverige och Norge. Han har ingen aning om hur han hamnat på färjan. Har heller inget minne av hur det kommer sig att det ligger ett vapen, en rånarluva och en väska full av pengar intill honom.

## Rollista (i urval)
- Kristoffer Joner - Olle Hultén
- Jakob Eklund - Henrik Hultén
- Anderz Eide - Tom
- Bjørn Sundquist - Einar Edvardsen
- Julia Schacht - Nina
- Emilia Roosmann - Monica Hansen
- Hanna Alström - Josefin Hultén
- Anastasios Soulis - Paul Hultén
- Emil Almén - Jack
- Rune Temte - Magnus